# Heron (Montana)
Heron – jednostka osadnicza w Stanach Zjednoczonych, w stanie Montana, w hrabstwie Sanders.